# Hertha Kratzer
Hertha Kratzer (* 1940 in Bruck an der Leitha) ist eine österreichische Schriftstellerin.
Kratzer studierte Germanistik und Anglistik an der Universität Wien. Sie arbeitete als Lektorin, Übersetzerin und Autorin bei Wiener Verlagen. Sie veröffentlichte zahlreiche Publikationen auf dem Gebiet der Kinder- und Jugendliteratur und für Erwachsene und wurde 1986 mit dem Österreichischen Jugendbuchpreis ausgezeichnet.

## Bibliographie
- Die Nibelungen. Januar 2007, ISBN 978-3-219-11280-1.
- König Artus. Juli 2007, ISBN 978-3-219-11281-8.
- Die Nibelungen. Januar 2006, ISBN 3-8000-5220-2.
- König Artus und die Ritter der Tafelrunde. Juli 2008, ISBN 978-3-8000-5389-6.
- Richard Löwenherz. Juli 2009, ISBN 978-3-219-11411-9.
- Wien im Gedicht. März 2001, ISBN 3-209-03332-3.
- Österreich im Gedicht. 2002, ISBN 3-209-03682-9.
- Die Gedanken sind frei. Geschichten von und über Freiheit. 1991, ISBN 3-224-11414-2.
- Antwort auf keine Frage. Geschichten von und über Liebe. Juni 1987, ISBN 3-224-11339-1.
- Die großen Österreicherinnen. 2001, ISBN 3-8000-3815-3.
- Die unschicklichen Töchter. Frauenporträts der Wiener. 2003, ISBN 3-8000-3872-2.
- Die Gedanken sind frei. Geschichten von und über Freiheit. Januar 1990, ISBN 3-224-11414-2.
- 5 Tage hat die Woche oder die kleine Freiheit. Januar 1986, ISBN 3-224-11320-0.
- Burgenlandmotiv. Januar 1971.
- Rheinsagen: Vom Ursprung bis zur Mündung. Juli 2004, ISBN 3-8000-5067-6.
- Donausagen: Vom Ursprung bis zur Mündung. Juli 2003, ISBN 3-8000-5031-5.
- Keltische Sagen. Januar 2005, ISBN 3-8000-5136-2.
- Abschied und Ankunft: Geschichten von und über Heimat. Januar 1988, ISBN 3-224-11445-2.
- Alles, was ich wollte, war Freiheit. Styria, Oktober 2015, ISBN 978-3-222-13504-0.